# Faust (film, 2011)
Pour les articles homonymes, voir Faust (homonymie).
Pour plus de détails, voir Fiche technique et Distribution.
Faust (Фауст) est un film dramatique russe écrit et réalisé par Alexandre Sokourov et sorti le 26 octobre 2011. C'est le quatrième volet de la Tétralogie sur le pouvoir du réalisateur. Le film est une interprétation libre de la légende de Faust et de son adaptation littéraire par Johann Wolfgang von Goethe et Thomas Mann. Les dialogues sont en langue allemande. Le film a obtenu le Lion d'or à la Mostra de Venise 2011.

## Synopsis
Bien que penseur, rebelle et pionnier, le docteur Heinrich Faust n'en demeure pas moins un homme anonyme fait de chair et de sang conduit par la luxure, la cupidité et les pulsions. 

## Plus de détails sur le  film
Une vue d'ensemble sur une ville allemande du XIXe siècle entourée de montagnes, et l'on entre dans le cabinet du docteur Heinrich Faust et son atmosphère étouffante. Avec son disciple Wagner, un jeune homme pour le moins exalté, ce savant s'applique à rechercher l'âme en éviscérant des cadavres. Bien que savant reconnu, Faust manque d'argent ; il s'adresse tout d'abord à son père aussi médecin mais n'obtient de lui qu'une leçon de morale. Puis il se tourne vers Mauricius, un vieil usurier, hideux et souffreteux, qui est en fait l'incarnation du diable. Cependant Faust se laisse séduire, croyant obtenir du vieil homme le secret du miracle de la vie. Il est conduit par le vieil usurier dans un lieu où les lavandières s'acquittent  avec joie de leur tâche. Là, il rencontre l'une d'entre elles, Marguerite. Subjugué par la beauté et la fraîcheur de la jeune fille, il ne pense qu'à une chose, la revoir. Dès lors se referme sur lui un piège savamment orchestré par le diable.

## Fiche technique
- Titre original : Фауст
- Réalisation : Alexandre Sokourov
- Scénario : Iouri Arabov, Alexandre Sokourov et Marina Koreneva d'après Faust de Johann Wolfgang von Goethe et Le Docteur Faustus de Thomas Mann
- Costumes : Lidia Krukova
- Photographie : Bruno Delbonnel
- Montage : Jörg Hauschild
- Musique : Alexander Zlamal
- Production : Andrey Sigle
- Société(s) de production : Proline Film
- Société(s) de distribution :  Sophie Dulac Distribution (France)
- Pays d’origine :  Russie
- Langue : allemand
- Format : Couleur (Eastmancolor) - 35 mm - 1,33:1
- Genre : drame
- Durée : 134 minutes
- Dates de sortie :
  -  Italie : 8 septembre 2011 (Mostra de Venise)
  -  Italie : 26 octobre 2011
  -  Russie : 9 février 2012
  -  France : 20 juin 2012

## Distribution
- Johannes Zeiler : Faust
- Anton Adasinsky : l'usurier (Méphistophélès)
- Isolda Dychauk : Marguerite (Margarete)
- Georg Friedrich : Wagner
- Hanna Schygulla : la femme de l’usurier
- Antje Lewald : la mère de Margarete et Valentin
- Florian Brueckner : Valentin
- Maxim Mehmet : l'ami de Valentin
- Antoine Monot Jr. le moine
- Joel Kirby : le père Philippe
- Eva-Maria Kurz : Iduberga
- Sigurdur Skúlason : le père de Faust

## Production
Le projet est annoncé par Sokourov en 2005. 
Le film est produit par l'entreprise Proline Film située à Saint-Pétersbourg avec un budget de 8 millions d'euros.
Le tournage commence le 17 août 2009 en République tchèque pour une durée de deux mois. Le film a notamment été tourné aux châteaux de Točník, Lipnice nad Sázavou et Ledeč nad Sázavou ainsi que dans la ville de Kutná Hora. Les scènes en studio ont été tournées dans les studios Barrandov à Prague.
En octobre, l'équipe du film part en Islande pour quelques jours de tournage
La phase de postproduction a été interrompue neuf mois faute d'argent. Commencée en Finlande, la postproduction a finalement été terminée à Londres où Bruno Delbonnel travaillait sur Dark Shadows de Tim Burton.

## Analyse
Après Moloch (1999) sur Adolf Hitler, Taurus (2001) sur Lénine et Le Soleil (2005) sur l'empereur japonais Hirohito, Faust est la dernière partie de la tétralogie de Sokourov sur le pouvoir.
Le projet a aussi une dimension politique importante. Le producteur Andrey Sigle explique : « Le film est grand projet culturel russe et est très important pour Poutine. Il le voit comme un film qui peut introduire la mentalité russe dans la culture européenne ; pour promouvoir l'intégration entre les cultures russe et européenne, »
Le film est au format 1.33, comme au début de l'histoire du cinéma. Bruno Delbonnel, le chef opérateur, explique que c'est le format qui se rapproche le plus du format des toiles de peintres et que c'est un format qui permet une certaine tension. Par exemple, lorsqu'il y a un gros plan sur un visage, le visage remplit tout le cadre et peut ainsi paraître étouffant.

## Réception critique
Lors de la cérémonie de clôture de la Mostra de Venise de 2011, où Faust a reçu le lion d'or, le président du jury Darren Aronofsky déclare : « Il y a certains films qui vous font pleurer, certains films qui vous font rire et certains films qui vous changent pour toujours après les avoir vus et celui-là en fait partie,. »
Dans Les Inrockuptibles, le critique Jacky Goldberg qualifie le film de sublime. Sur Slate, le critique Jean-Michel Frodon parle d'« une œuvre d'une puissance et d'une richesse hors norme, ayant vocation à entrer directement parmi les titres qui marquent l'histoire du cinéma. » Dans L'Humanité, Jean Roy y voit la clef de voûte de l'œuvre de Sokourov.

## Distinctions

### Récompenses
- 2011 : Lion d'or à la Mostra de Venise.